# Brazil Future Series
Die Brazil Future Series ist eine offene internationale Meisterschaft von Brasilien im Badminton. Sie wurde erstmals 2019 ausgetragen.

## Turniergewinner
| Saison    | Herreneinzel         | Dameneinzel       | Herrendoppel                       | Damendoppel               | Mixed                          |
| --------- | -------------------- | ----------------- | ---------------------------------- | ------------------------- | ------------------------------ |
| 2019      | Artur Silva Pomoceno | Fabiana Silva     | Fabrício Farias Francielton Farias | Jaqueline Lima Sâmia Lima | Fabrício Farias Jaqueline Lima |
| 2020 2024 | nicht ausgetragen    | nicht ausgetragen | nicht ausgetragen                  | nicht ausgetragen         | nicht ausgetragen              |